# ドミニカ国の世界遺産
ドミニカ国の世界遺産 （ドミニカこくのせかいいさん）はユネスコの世界遺産に登録されているドミニカ国国内の文化・自然遺産。
※この項目はウィキプロジェクト 世界遺産に準じて作成されています

## 文化遺産
なし

## 自然遺産
- モルヌ・トロワ・ピトン国立公園 - (1997年)

## 複合遺産
なし